# Dave Cruikshank
David Wright „Dave“ Cruikshank (* 11. Januar 1969 in Chicago) ist ein ehemaliger US-amerikanischer Eisschnellläufer. Er kam bei den Olympischen Winterspielen 1992, 1994 und 1998 jeweils im Rennen über 500 Meter zum Einsatz. Zwischen 1988 und 1999 trat er im Eisschnelllauf-Weltcup an und erreichte als bestes Ergebnis einen dritten Rang. Seit dem Ende seiner Laufbahn ist Cruikshank als Trainer und Geschäftsmann tätig.

## Sportliche Laufbahn
Dave Cruikshank stammt aus Northbrook in der Metropolregion Chicago. Er hat eine ältere Adoptivschwester. Seine Eltern waren sportlich aktiv, hatten aber keinen Bezug zum Eislaufen. In seiner Kindheit und Jugend spielte Cruikshank Eishockey und Fußball. Zum Eisschnelllaufen fand er über den traditionsreichen Northbrook Speed-Skating Club mit etwa 300 Mitgliedern, der seit 1952 regelmäßig Teilnehmer an Olympischen Winterspielen hervorgebracht hatte und über gute Trainingsbedingungen verfügte: Im Winter vereisten Freiwillige das örtliche Velodrom, sodass Cruikshank und seine Vereinskameraden hauptsächlich vor Ort trainieren konnten. Finanziell wurde Cruikshank von seinen Eltern unterstützt, die ihm etwa Reisekosten oder Startgelder bei Wettkämpfen zahlten. Über die Firma seines Vaters (der als Versicherungskaufmann arbeitete) erhielt er zudem ein Stipendium für Privattraining. Seine Mutter engagierte sich ehrenamtlich in seinem Eislaufverein und begleitete ihn regelmäßig zu Wettkämpfen. Cruikshank gewann als Jugendlicher mehrere nationale Meistertitel und wurde 1986 in das US-Team für die Weltmeisterschaft im Shorttrack berufen. Anschließend konzentrierte er sich auf den klassischen Eisschnelllauf auf 400-Meter-Bahnen, wo er anfangs von seiner erfahreneren Vereinskollegin Nancy Swider-Peltz betreut wurde.
Bei der Eisschnelllauf-Juniorenweltmeisterschaft 1987 lief Cruikshank die schnellste Zeit im 500-Meter-Sprint und belegte Rang sechs in der Mehrkampf-Gesamtwertung. Anschließend wurde er in das US-amerikanische Nationalteam aufgenommen und trainierte in der Folge unter anderem mit den späteren Olympiasiegern Bonnie Blair und Dan Jansen, in erster Linie auf dem Wisconsin Olympic Ice Rink in Milwaukee. Rückblickend nannte Cruikshank die Möglichkeit, von Blair und Jansen zu lernen, einen Meilenstein in seiner sportlichen Entwicklung: Er habe das Glück gehabt, Teil eines „goldenen Zeitalters“ im amerikanischen Eisschnelllauf in den 1980er- und 1990er-Jahren zu sein. Im Dezember 1987 gewann Cruikshank über 1000 Meter das US-interne Ausscheidungsrennen für die Olympischen Winterspiele 1988 und qualifizierte sich für das amerikanische Olympiateam. Er erhielt aber bei den Wettkämpfen in Calgary keinen Einsatz, weil die Nationaltrainer Mike Crowe und Dan Immerfall an seiner Stelle Tom Cushman nominierten, der bei späteren internationalen Rennen bessere Zeiten erzielt hatte. Der aus dieser und ähnlichen Entscheidungen resultierende Unmut verschiedener Athleten führte zu einer Anpassung der Eisschnelllauf-Nominierungsregeln bei späteren Winterspielen.
Zwischen Januar 1988 und Januar 1999 nahm Cruikshank vor allem auf den Sprintstrecken 500 und 1000 Meter an mehr als 100 Rennen des Eisschnelllauf-Weltcups teil, in denen er 20-mal unter die ersten zehn lief. Sein einziges Podiumsergebnis war ein dritter Rang über 1000 Meter im Dezember 1988 in Eskilstuna. Als einer der führenden US-amerikanischen Sprinter wurde Cruikshank in den 1990er-Jahren für drei Olympische Spiele nominiert, bei denen er jeweils im 500-Meter-Rennen startete und Ergebnisse zwischen Platz 19 (1994 in Lillehammer) und Platz 25 (1998 in Nagano) erzielte. Das beste WM-Resultat Cruikshanks war ein 13. Rang bei der Sprintweltmeisterschaft 1989. Er gewann mehrere Silber- und Bronzemedaillen bei nationalen Meisterschaften zwischen 1990 und 1996. Cruikshank bestritt seine letzten Eisschnelllaufwettkämpfe im Dezember 2001: Bei den US Olympic Trials verpasste er die Qualifikation für die Olympischen Winterspiele 2002 in Salt Lake City.

## Persönliches und beruflicher Werdegang
Seit Juni 1996 ist Dave Cruikshank mit der fünffachen Eisschnelllauf-Olympiasiegerin Bonnie Blair verheiratet, die 1995 ihre Laufbahn beendete. Das Paar hat einen Sohn (* 1998) und eine Tochter (* 2000), die beide als Eishockeyspieler beziehungsweise Eisschnellläuferin sportlich aktiv sind.
Cruikshank schloss ein betriebswirtschaftliches Studium am Carroll College ab. Nach dem Ende seiner aktiven Laufbahn gründete er in Milwaukee das an Eishockeyspieler gerichtete Trainingsprogramm DC Hybrid Skating. Er arbeitete selbst als Eislauftrainer für mehrere Teams der National Hockey League. Außerdem beteiligte er sich als Geschäftsmann an weiteren Unternehmen, etwa an einer Bekleidungslinie für Leistungssportler und an einem Hersteller für Eishockey-Schlittschuhe.
Im April 2008 wurde Cruikshank in die US-amerikanische Hall of Fame des Eisschnelllaufs aufgenommen.

## Persönliche Bestzeiten
| Strecke | Zeit        | Datum             | Ort                                |
| ------- | ----------- | ----------------- | ---------------------------------- |
| 500 m   | 36,01 s     | 20. Dezember 2001 | Utah Olympic Oval (Salt Lake City) |
| 1000 m  | 1:12,63 min | 19. März 2000     | Olympic Oval (Calgary)             |
| 1500 m  | 1:56,84 min | 18. November 1988 | Olympic Oval (Calgary)             |
| 3000 m  | 4:23,18 min | 1. März 1987      | Strömsund                          |
| 5000 m  | 7:50,46 min | 1. März 1987      | Strömsund                          |